# Pseudosphegesthes longitarsus
Pseudosphegesthes longitarsus là một loài bọ cánh cứng trong họ Cerambycidae.